# Saint-Paul-sur-Isère
Saint-Paul-sur-Isère es una comuna francesa situada en el departamento de Saboya, en la región Auvernia-Ródano-Alpes.

## Demografía
| 419 | 444 | 384 | 389 | 428 | 442 | 506 | 509 |
| Para los censos de 1962 a 1999 la población legal corresponde a la población sin duplicidades (Fuente: INSEE [Consultar]) |     |     |     |     |     |     |     |